# Trevor MacMillan
Trevor N. N. MacMillan (* 22. September 1941; † 30. Mai 2011 im Saint Andrew Parish) war ein jamaikanischer Stabsoffizier, Polizeichef (Police Commissioner) und Minister für Staatssicherheit (Ministry of National Security).

## Leben
Trevor MacMillan war Absolvent der Wolmer’s Boys’ School in Kingston.
Er war von 1959 bis 1986 Soldat in der Jamaica Defence Force (JDF), zuletzt im Dienstgrad Colonel. Seine militärische Ausbildung absolvierte er unter anderem auch in Kanada und den Vereinigten Staaten. Im Dienstgrad Lieutenant Colonel war er von 1977 bis 1979 Kommandeur des Support and Services Battalion und danach bis 1980 der erste Kommandeur des neu aufgestellten 2. Bataillons des Jamaica Regiments (2JR).
Nach seinem Ausscheiden aus dem Militärdienst 1986 arbeitete er in Jamaika für die William Barclay Peat & Co. and Marwick Mitchell & Co. 1990 wurde er von Finanzminister Omar Davies in sein Ministerium (Ministry of Finance and Planning) als Direktor der Revenue Protection Division (RPD) berufen, wo seine Hauptaufgabe die Sicherung der Steuereinnahmen war. In dieser Funktion war er bis 1993 tätig und erntete für seine Arbeit Lob und Anerkennung von Davies und auch vom späteren Premierminister Percival J. Patterson.
1993 wurde er von Patterson zum Polizeichef der Jamaica Constabulary Force (JCF) ernannt. Er war der erste Police Commissioner, der nicht aus dem Polizeidienst kam. Sein Auftrag war es, der JCF, die als korrupt und unprofessionell galt, wieder ein angemessenes Ansehen und die notwendige Akzeptanz der Bevölkerung zurückzubringen. Während seiner Amtszeit bis 1996 kam es zu zahlreichen Entlassungen von Polizeibeamten, die der Korruption überführt wurden. Andere verdächtige Beamte wurden wieder in den uniformierten Polizeidienst zwangsversetzt, in die dafür extra geschaffene Einheit „Never, Never, Land“, die effektiv keine Polizeiaufgaben hatte. Nach seiner Zurruhesetzung gründete er 1996 seine eigene Sicherheitsfirma Security and Management Services Ltd. (SAMS), die er bis zu seinem Tode führte.
2006 trat er der Jamaica Labour Party (JLP) bei. Nachdem die Partei Ende 2007 die Regierungsverantwortung übernommen hatte, wurde er von Bruce Golding zum speziellen Berater des Finanzministers bestimmt. Nachdem Derrick Smith sein Ministeramt bereits nach acht Monaten aus gesundheitlichen Gründen niederlegen musste, gab Golding am 12. Mai 2008 MacMillan als dessen Nachfolger im Ministeramt bekannt. Einen Tag später wurde MacMillan vereidigt. Aufgrund von Differenzen innerhalb des Regierungskabinetts wurde er zum Rücktritt aufgefordert und legte am 6. April 2009 sein Amt wieder nieder. Mit seiner Expertise hinsichtlich Staatssicherheit stand er auch seinen Nachfolgern im Amt weiterhin beiseite.
MacMillan war Mitbegründer der Menschenrechtsorganisation Jamaicans for Justice. Er war zweimal verheiratet. Aus der Ehe mit der Gynäkologin Olivia „Peaches“ McDonald gingen ein Sohn und eine Tochter hervor. Er litt in seinen letzten Monaten unter der Parkinson-Krankheit und hatte Atemprobleme. Er verstarb nach längerer Krankheit zuhause. Die Trauerfeier fand in der Garrison Church im Up Park Camp statt.

## Auszeichnungen
- 1983: Officer des Order of Distinction (OD)[7]
- 1986: Medal of Honour for General Service[7]
- 1994: Gleaner's Honour Award, The Jamaica Gleaner[10]
- 1997: Commander des Order of Distinction (CD)[7]